# Nico Denz
Nico Denz (n. 15 februarie 1994, Waldshut-Tiengen, Baden-Württemberg, Germania) este un ciclist profesionist german, care concurează în prezent pentru echipa Bora–Hansgrohe.

## Rezultate în Marile Tururi

### Turul Italiei
6 participări
- 2018: locul 62
- 2019: locul 124
- 2020: locul 83
- 2021: locul 102
- 2022: locul 111
- 2023: câștigător al etapelor a 12-a și a 14-a, locul 57

### Turul Spaniei
2 participări
- 2017: nu a terminat competiția
- 2021: locul 114